# Pontecurone
Pontecurone (piemontesisch Poncròu, im lokalen Dialekt Puncrùn) ist eine Gemeinde in der italienischen Provinz Alessandria (AL), Region Piemont.

## Lage und Einwohner
Die Gemeinde Pontecurone liegt 35 km östlich von der Provinzhauptstadt Alessandria auf einer Höhe von 104 m über dem Meeresspiegel, an der Grenze zur lombardischen Provinz Pavia. Das Gemeindegebiet umfasst eine Fläche von 29,81 km² und hat 3479 (Stand 31. Dezember 2023) Einwohner. Sie liegt nahe der beiden Autostradas A27 und A7, die sich weiter südlich kreuzen. Pontecurone hat einen Bahnhof an der Bahnstrecke Alessandria–Piacenza und der Bahnstrecke Mailand–Genua. Der Bahnhof wurde 2009 in eine Haltestelle umgewandelt.
Die Nachbargemeinden sind Casalnoceto, Casei Gerola (PV), Castelnuovo Scrivia, Rivanazzano Terme (PV), Tortona, Viguzzolo und Voghera (PV).

## Geschichte

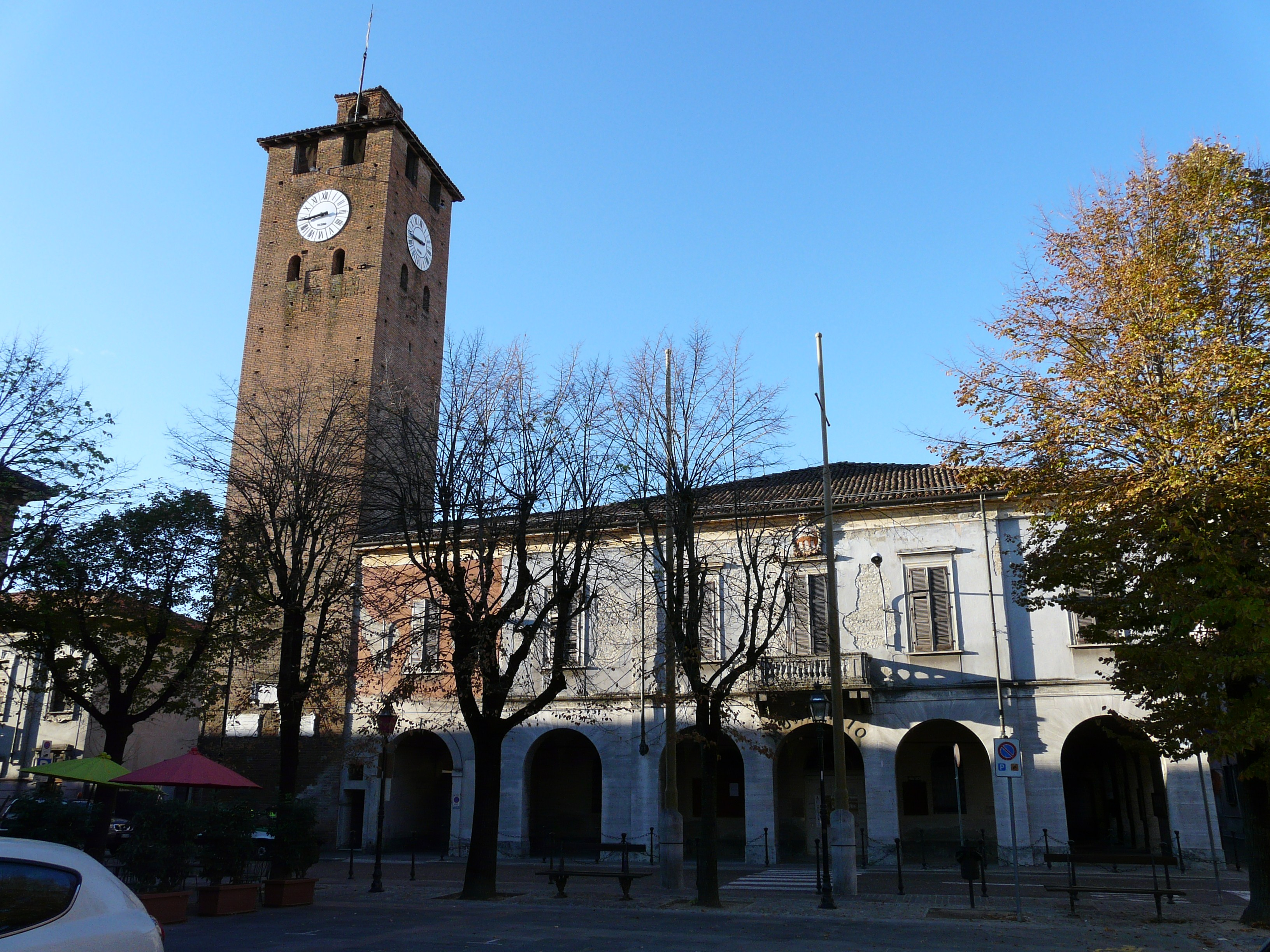
Pontecurone, Stadtturm und altes Rathaus

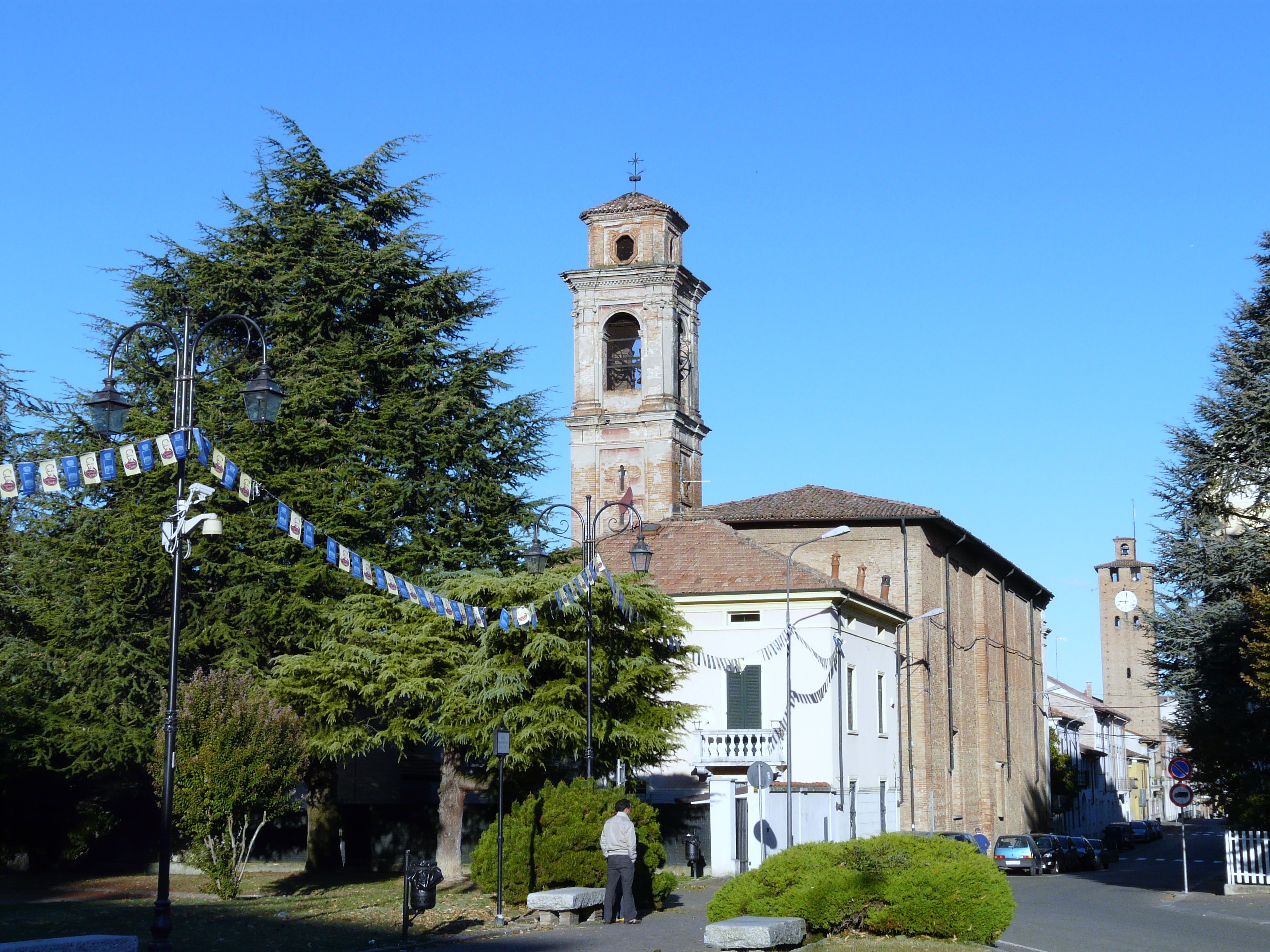
Kirche San Giovanni

Der Ortsname bezieht sich eindeutig auf eine Brücke über den Curone, ein rechter Nebenfluss des Po Der Ort wurde, zumindest anfangs, einfach „Brücke“ genannt und stellte eine Furtstelle über den Bach dar. Die Dokumentation zeigt eine Schwankung in der Verwendung des Determinator, der mal als Genitiv der Spezifikation, PONS CORIONIS, mal als Adjektiv, PONTE CURONO, erscheint. Weitere Varianten sind: „Pontecoirono“, „Pontecurione“ und „Pontecorone“. 
Die Gemeinde wurde in der Römerzeit gegründet, wie sein rechteckiger Grundriss, die geordnete Anordnung der städtischen Elemente und die in der Gegend gefundenen Gräber beweisen. Zum ersten Mal wurde es 958 in einem Dokument von Otto I. erwähnt, das seinen Übergang zum Kloster unterzeichnete von San Pietro in Ciel d'Oro. Kaiserin Adelaide schenkte es später der Kirche von Tortona. Durch diesen Übergang wurde es den Tortona-Besitztümern einverleibt, bis es mit der Belagerung von Barbarossa in dessen Herrschaftsbereich gelangte. Im gleichen Zeitraum wurde das Dorf erheblich vergrößert, wobei die Trümmer des zerstörten Tortona genutzt wurden. 
Als Tortona 1392 an die Familie Visconti überging, verstärkte Gian Galeazzo seine Burg und ließ dort einen Turm errichten. Anschließend überließ Filippo Maria Visconti es Guasco Isnardi. Von diesem Moment an begann eine kontinuierliche Abfolge von Feudalherren. Francesco Maria Sforza erhob es zur Grafschaft für die Familie Moroni. 1656 wurde es Lehen der Familie Spinola. Die schreckliche Pest von 1630 wütete und 1635 wurde es von der Armee des Herzogs von Parma geplündert.

## Sehenswürdigkeiten
- Der im 13. Jahrhundert erbaute Burgturm, der zerstört wurde.
- Die Pfarrkirche Santa Maria Assunta im gotisch-römischen Stil mit dreischiffigem Basilikagrundriss, in deren Inneren zahlreiche Fresken zu bewundern sind.
- Das Pfarrhaus, das auf der Kirche San Giovanni Battista errichtet wurde und wahrscheinlich aus dem 13. Jahrhundert stammt.
- Das Oratorium von San Francesco und die angrenzende Bruderschaft von San Biagio.

## Söhne und Töchter der Stadt
- Luigi Orione (1872–1940), Heiliger, katholischer Priester